# Belchamp Otten
Belchamp Otten är en by och en civil parish i Braintree i Essex i England. Orten har 164 invånare (2001). Den har en kyrka.